# Obersaal (Bergisch Gladbach)
Obersaal ist ein Ortsteil im Stadtteil Lückerath von Bergisch Gladbach. 

## Geschichte
Der Siedlungsname Obersaal bezeichnet einen Teil des ehemaligen Saaler Gutes. Die entsprechende hochmittelalterliche Siedlungsgründung gehörte verwaltungsrechtlich laut Steuer-, Pacht- und Huldigungslisten von 1487 der Steuerhonschaft Bensberg an. Saal leitet sich aus dem althochdeutschen „salida/selida“ (= Haus, Hütte, Wohnung) bzw. dem mittelhochdeutschen „selde/sölde“ (= Wohnung, Haus, Königssitz, Residenz) her. Es bezieht sich somit generell auf einen Wohnsitz.
Der Ort ist auf der Preußischen Uraufnahme von 1840 noch nicht verzeichnet, wohl aber ab der Preußischen Neuaufnahme von 1892 regelmäßig auf Messtischblättern als Obersaal  oder ohne Namen. 1895 hatte die Ortschaft 27 Einwohner und sechs Häuser. Sie gehörte zur Bürgermeisterei Bensberg und dem Kirchspiel Refrath.